# SNCF

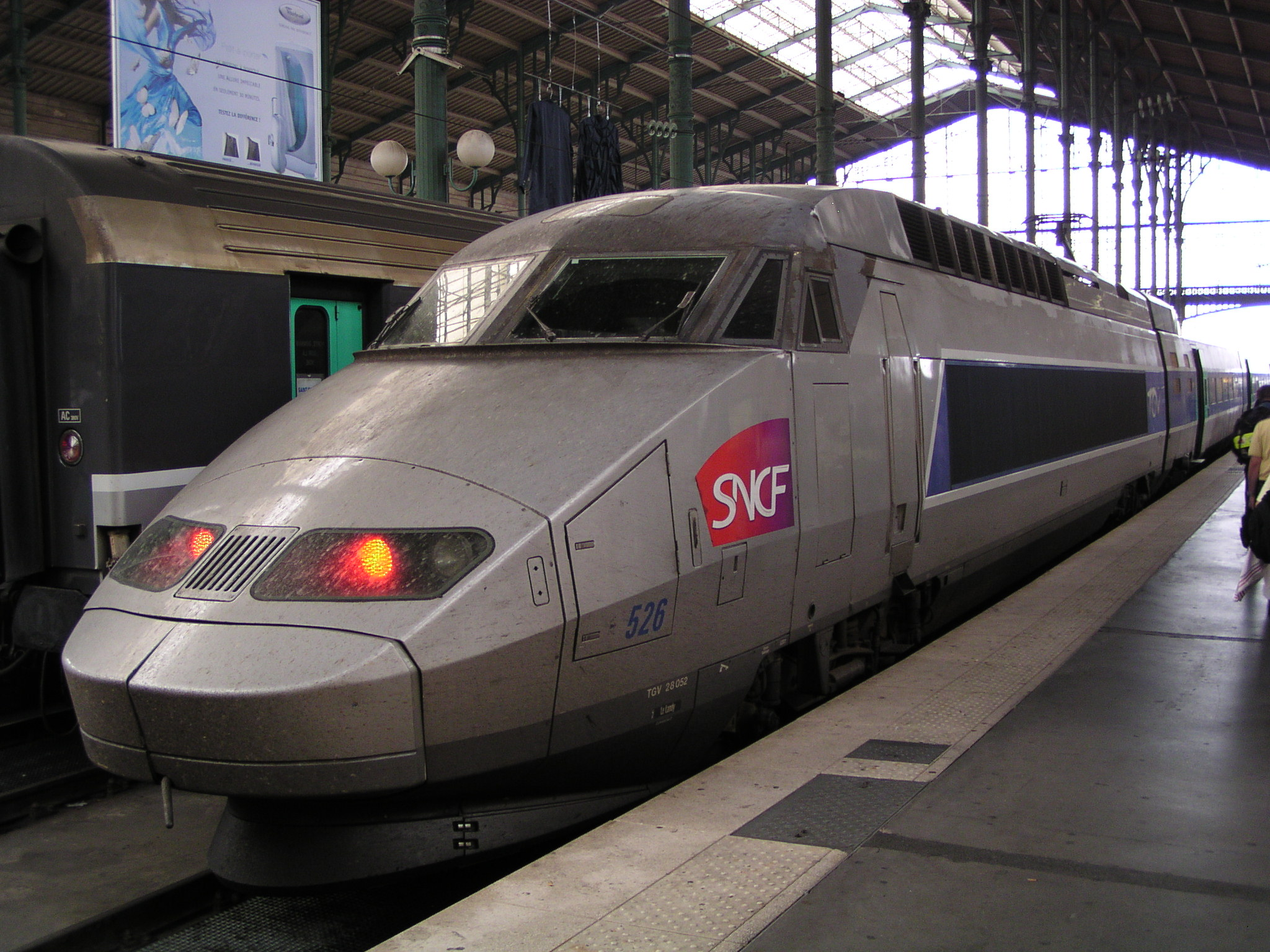
Лого SNCF на локомотиві швидкісного потяга TGV, що стоїть на Північному вокзалі Парижа

SNCF (фр. Société Nationale des Chemins de fer Français, Національна компанія французьких залізниць) (Euronext: SCTA.PA) — державне підприємство, що завідує залізницями Франції. SNCF є також експлуатантом швидкісних потягів TGV (фр. Train à Grande Vitesse). На острові Корсика дочірнім підприємством SNCF є фірма CFC.

## Сфера діяльності

### Високошвидкісна залізниця
SNCF керує практично всією залізницею Франції, включаючи TGV (Train à Grande Vitesse, що означає «швидкісний поїзд»). У 1970-х роках SNCF розпочав програму розробки швидкісного поїзду TGV, щоб створити найшвидшу у світі мережу. Це сталося в 1981 році, коли було відкрито першу лінію TGV, з Парижу до Ліону. Сьогодні SNCF експлуатує 1850 км (близько 1 150 миль) високошвидкісної залізниці, по якій курсують понад 800 рейсів на день, з максимальною швидкістю до 320 км/год на окремих ділянках ліній. Швидкісні потяги TGV перевозять більше 100 мільйонів пасажирів на рік. Лінії та технології TGV тепер розповсюджені в ряді європейських країн та у Південній Кореї.

TGV встановили багато світових рекордів швидкості, останній з них відбувся 3 квітня 2007 року, коли нова версія TGV, що мала назву V150 зі збільшеним радіусом коліс, ніж звичайні, змогла покривати більшу відстань з кожним їхнім обертом і мала більше 25000 к.с. (близько 18 600 кВт)побила світовий рекорд швидкості для звичайних залізничних поїздів, досягнувши 574,8 км/год (357,2 милі на годину).

SNCF має чудовий рекорд безпеки. Після, майже, 30 років експлуатації потягів TGV компанія SNCF зазнала лише одного смертельного нещасного випадку під час випробувань, а не регулярних операцій.

## Співпраця SNCF
З 90-х років SNCF продає залізничні вагони регіональним урядам, створюючи бренд Train Express Régional. SNCF також підтримує широкий спектр міжнародного бізнесу, що включає роботу з вантажними, міськими та приміськими лініями. Експерти SNCF надають послуги з логістики, проектування, будівництва, експлуатації та технічного обслуговування. SNCF також керує міжнародним агентством з продажу квитків — Voyages SNCF (раніше Rail Europe).

SNCF має своїх співробітників у 120 країнах світу, що пропонують великий набір послуг. Деякі з них:
- Ізраїль: допомога та навчання. Компанія SNCF International надає допомогу Ізраїльським залізницям у всіх сферах залізничних операцій, включаючи проекти по оновленню загальних правил безпеки мережі. Інша допомога та програми навчання пов'язані з інфраструктурою.
- Тайвань: підготовка операцій. SNCF керував головним підрядником, відповідальним за будівництво основної високошвидкісної залізничної лінії Тайванської залізниці. Вона також навчала залізничних контролерів, машиністів та персонал. Від імені уряду Тайваню, SNCF керував високошвидкісним залізничним командним центром управління.
- Велика Британія: технічне обслуговування. У 2007-2008 роках консультанти SNCF-International перевірили практику технічного обслуговування, що застосовується до залізниці, сигналізації та повітряних ліній електропередач на британських високошвидкісних залізницях, що з'єднують Лондон з тунелем під Ла-Маншем. Крім того, компанія провела аудит діяльності службовців з точки зору якості послуг та контролю витрат, винесла рекомендації щодо вдосконалень та запропонувала трирічний бізнес-план.
- Південна Корея: Розробка потягів на основі TGV, використання технологій будівництва. SNCF порадила корейським залізницям електрифікувати лінію між містами Тегу і Пусаном і про зв'язування існуючих звичайних шляхів з новою високошвидкісною лінією. SNCF також допомагає підбирати та перевіряти високошвидкісний рухомий склад та навчав 400 старших керівників, інженерів та керівників у широкому діапазоні навичок, зокрема, включаючи сигналізацію, контактну підвіску, безпосередньо залізницю, технічне обслуговування рухомого складу, експлуатацію високошвидкісних ліній, управління безпекою, маркетинг та пасажирські інформаційні системи. До кінця 2009 року SNCF допомагав Кореї підтримувати свою високу швидкість.
- Іспанія: системи сигналізації, ремонт. Компанія SNCF співпрацювала з ADIF (постачальником послуг іспанської залізничної інфраструктури) у дослідженні, постачанні, монтажі та обслуговуванні стандартної сигнальної системи ЄС на залізничній лінії Мадрид-Леріда. Від імені уряду Іспанії SNCF розробив та провів ремонтні роботи на цій лінії протягом двох років.
- Франція: Обслуговування інфраструктури та рухомого складу — Обсяг обов'язків з обслуговування SNCF є вражаючим: вона підтримує 32 000 км (20 000 миль) траси, 26 500 основних наборів точок та перехресть ліній, 2300 сигнальних механізмів, 80 000 колійних ланцюгів, більше 1 млн реле, Вона також обслуговує 3900 локомотивів та 500 швидкісних поїздів. Кожен з поїздів TGV подорожує понад 39 000 км (24 000 миль) на місяць — достатньо, щоб обігнути земну кулю. Щороку Департамент людських ресурсів SNCF надає понад 1,2 мільйона годин навчання для своїх працівників.

## Історія
SNCF була заснована 1 січня 1938 року як об'єднання шести регіональних залізничних компаній. У 1983 році SNCF остаточно перейшла в державні руки. З 27 лютого 2008 року компанію очолює Ґійом Пепі (Guillaume Pépy).

### Дизайн

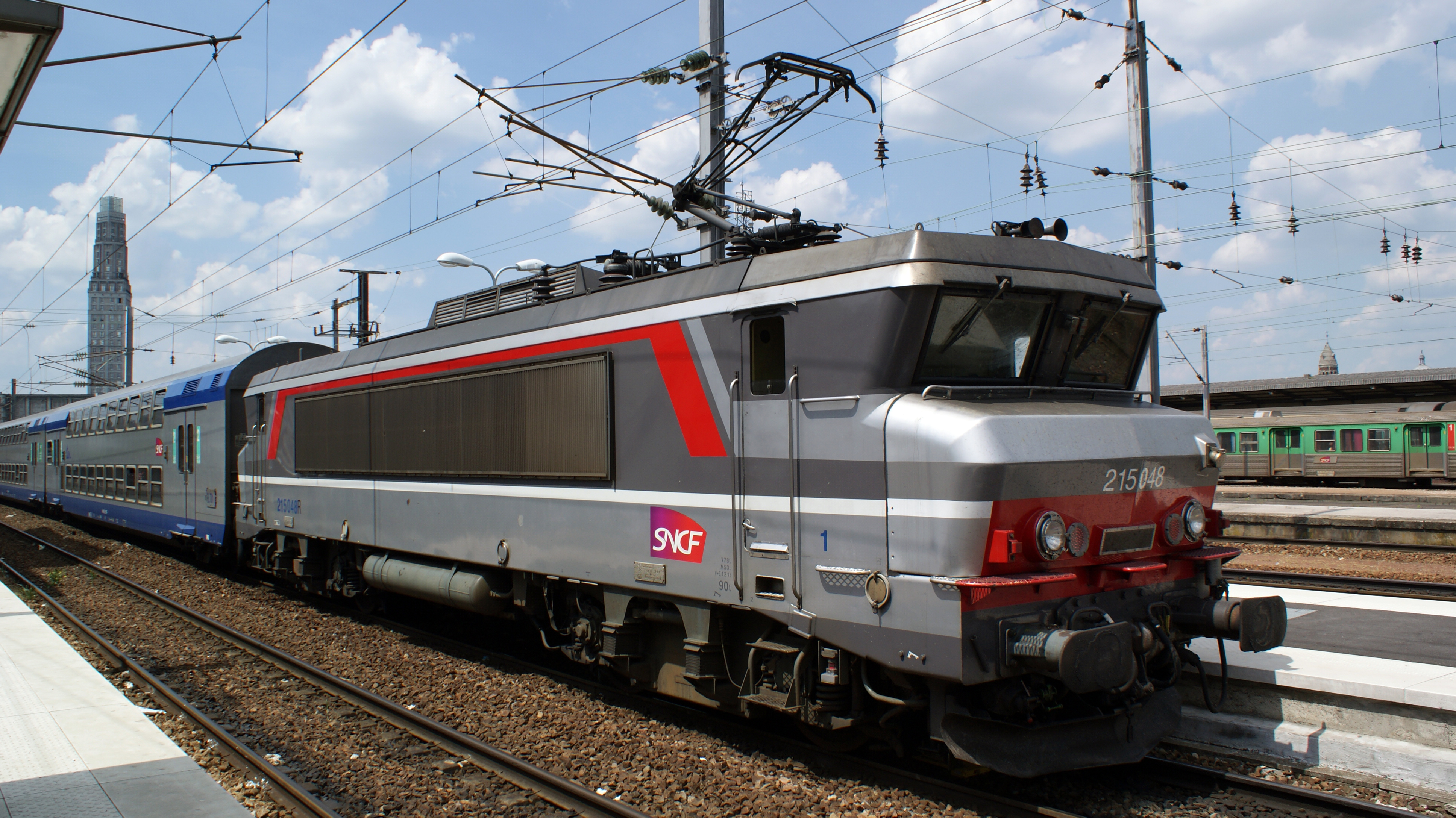
Дизайн локомотива «стиснутий ніс» (BB 15000) розроблений Полом Арженсом

Індустріальний дизайнер Пол Арженс розробив багато локомотивів для SNCF з 40-х до 70-х років. Були й особливі локомотиви, що отримали цікаву назву за свій зовнішній вигляд, наприклад так званий стиль «стиснутий ніс».

### Сьогодення
SNCF є одним з лідерів у сфері екологічної мобільності з зобов'язанням стати першим у світі оператором, який запропонував подорожувати без викидів вуглецю та додаткових витрат для мандрівників. За два роки SNCF зменшив викиди на своєму міжканальному маршруті Париж — Лондон на 31 %, використовуючи більше електроенергії з джерел, що не використовують викопне паливо. 39 виробничих потужностей SNCF перебувають у процесі «озеленення» та 9 сайтів вже мають сертифікат ISO 14000. SNCF розробив інтерактивний вебсайт, щоб допомогти мандрівникам обчислити вплив їхніх подорожей на навколишнє середовище.

У травні 2014 року компанія виявила, що 2000 нових замовлених поїздів вартістю 15 мільярдів євро занадто широкі для багатьох регіональних платформ Франції, будівельники вже почали їх реконструювати.

У 2015 році компанія також виявила, що нові поїзди були надто високими для використання їх в італійських тунелях вздовж берегової лінії Рив'єри, тому поїзди повинні зупинятися на французько-італійському кордоні та пересаджувати пасажирів на менший потяг.

## Структура
SNCF Group включає в себе п'ять підрозділів:
- SNCF Infra — моніторинг і обслуговування залізниць Франції, управління рухомим складом
- SNCF Proximites — пасажирські перевезення
- SNCF Voyages — швидкісні поїзди TGV, iDTGV, Eurostar, Thalys, Lyria et Ellipsos
- SNCF Geodis — логістика
- Gares & Connexions — обслуговування 3000 вокзалів і станцій

## Технічне обслуговування та ремонт рухомого складу
В рамках SNCF функціонує система технічного обслуговування і ремонту рухомого складу, основу якої складають 39 технічних центрів.
5 % обсягу робіт з технічного обслуговування і ремонту рухомого складу SNCF виконує для сторонніх організацій — щорічний обсяг продажів складає близько 100 млн. Євро (або 5 % загального обсягу продажів SNCF, рівного 2,2 млрд. Євро).

## Компанія в цифрах
У компанії SNCF працюють 149 500 осіб
У 2005 компанія перевезла близько 974 млн пасажирів, з них 632 млн в приміських потягах Парижа. У 2005 обіг склав 16 млрд євро, а прибуток — 533 млн євро; у 2007 прибуток виріс до 1,11 млрд євро. Після прибутку 575 млн євро в 2008 SNCF весною 2010 оголосила про збитки, які склали за поточний рік 980 млн євро.

## Автобусні лінії OUIBUS
До складу SNCF входить також автобусна компанія OUIBUS.
Автобуси курсують на тих напрямках, де немає залізничної колії або пасажиропотік невеликий.
Часто, щоб дістатися до місця призначення SNCF продає комбінований квиток «поїзд + автобус».

## Дочірні компанії
Keolis — транспортне підприємство, SNCF володіє 45 % акцій і має вирішальний голос у визначенні оперативного курсу.
Ouigo — лоу-кост компанія, що займається пасажирськими перевезеннями в межах Франції. Компанія використовує модифіковані TGV Duplex, що розраховані на перевезення до 1200 пасажирів між 18 залізничними вокзалами. Відрізняється від SNCF низькими цінами та доволі скромним обслуговуванням подорожуючих.
SNCF має 100 % пакет акцій на дану компанію.

Примітки
1. ↑  SIRENE
2. 1 2  SIRENE
3. ↑  Архів преси XX століття — 1908.
4. ↑  https://www.sncf.com/fr/mentions-legales
5. 1 2  http://archive.today/2014.09.11-120838/http://business.lesechos.fr/directions-financieres/0202920716512-la-sncf-prend-ses-nouveaux-quartiers-a-saint-denis-8295.php
6. ↑  https://www.groupe-sncf.com/fr/information/mentions-legales
7. ↑  https://annuaire-entreprises.data.gouv.fr/etablissement/55204944776279
8. ↑  https://www.sncf.com/fr/groupe/notre-strategie/mission-service-public
9. ↑  Französische Bahn tief in den roten Zahlen., Tageblatt. Zeitung fir Lëtzebuerg, 25. березня 2010.
10. ↑  Офіційний сайт компанії "OUIBUS" (фр.) . Архів оригіналу за 03.06.2017. Процитовано 10.04.2017.